# 12e soirée des prix Jutra
La 12e soirée des prix Jutra, récompensant les films sortis en 2009, a lieu le 28 mars 2010 et est diffusée à la télévision de Radio-Canada en direct du Théâtre Saint-Denis à Montréal.

## Déroulement
Le gala est animé par Patrice L'Écuyer. Les cotes d'écoutes se sont élevées à 954 000 téléspectateurs.

## Palmarès
Les lauréats sont indiqués ci-dessous en premier de chaque catégorie et en gras.

### Meilleur film
- J'ai tué ma mère
  - 1981
  - Le Jour avant le lendemain
  - Dédé à travers les brumes
  - Polytechnique

### Meilleure réalisation
- Denis Villeneuve - Polytechnique
  - Marie-Hélène Cousineau, Madeline Piujuq Ivalu - Le Jour avant le lendemain
  - Xavier Dolan - J'ai tué ma mère
  - Jean-Philippe Duval - Dédé à travers les brumes
  - Ricardo Trogi - 1981

### Meilleur acteur
- Sébastien Ricard - Dédé, à travers les brumes
  - Jean-Carl Boucher - 1981
  - Michel Côté - De père en flic
  - Normand D'Amour - 5150, rue des Ormes
  - Xavier Dolan - J'ai tué ma mère

### Meilleure actrice
- Anne Dorval - J'ai tué ma mère
  - Céline Bonnier - Je me souviens
  - Marie-Thérèse Fortin - Les Grandes Chaleurs
  - Isabelle Guérard - Détour
  - Élise Guilbault - La Donation

### Meilleur acteur de soutien
- Maxim Gaudette - Polytechnique
  - Normand Daneau - Suzie
  - Rémy Girard - De père en flic
  - Stephen McHattie - The Timekeeper
  - Dimitri Storoge - Dédé à travers les brumes

### Meilleure actrice de soutien
- Sandrine Bisson - 1981
  - Hélène Bourgeois Leclerc - Je me souviens
  - Bénédicte Décary - Dédé à travers les brumes
  - Fanny Mallette - Grande Ourse : la clé des possibles
  - Sonia Vachon - 5150, rue des Ormes

### Meilleur scénario
- Xavier Dolan - J'ai tué ma mère
  - Jean-Philippe Duval - Dédé à travers les brumes
  - Ken Scott - Les Doigts croches
  - Bernard Émond - La Donation
  - André Forcier, Linda Pinet - Je me souviens

### Meilleure direction artistique
- David Pelletier - Dédé à travers les brumes
  - Jean Babin - Grande Ourse : La Clé des possibles
  - André-Line Beauparlant - The Timekeeper
  - Jean Bécotte - Cadavres
  - Danielle Labrie - Les Doigts croches

### Meilleurs costumes
- Judy Jonker - Dédé à travers les brumes
  - Carmen Alie - Grande Ourse : La Clé des possibles
  - Atuat Akkitirk, Micheline Ammaq - Le Jour avant le lendemain
  - Sophie Lefebvre - The Timekeeper
  - Ginette Magny - Les Doigts croches

### Meilleur maquillage
- Colleen Quinton - Cadavres
  - Djina Caron - Grande Ourse : La Clé des possibles
  - Bruno Gatien, Sophie Lebeau, Mélanie Rodrigue - Martyrs
  - Jo Pat Parris - 5150, rue des Ormes
  - Fanny Vachon - The Timekeeper

### Meilleure coiffure
- Linda Gordon - 1981
  - André Duval - Grande Ourse : La Clé des possibles
  - Martin Lapointe - Serveuses demandées
  - Marie-Lyne Normandin - Dédé à travers les brumes
  - Martin Rivest - Je me souviens

### Meilleure direction de la photographie
- Pierre Gill - Polytechnique
  - Bernard Couture - Cadavres
  - Daniel Jobin - Je me souviens
  - Sara Mishara - La Donation
  - Ronald Plante - Grande Ourse : La Clé des possibles

### Meilleur montage
- Richard Comeau - Polytechnique
  - Michel Arcand - Love and Savagery
  - Glenn Berman - Un ange à la mer
  - Michel Grou - Grande Ourse : La Clé des possibles
  - Linda Pinet - Je me souviens

### Meilleur son
- Pierre Blain, Claude Beaugrand, Stéphane Bergeron - Polytechnique
  - Mario Auclair, Christian Rivest, Sylvain Lefebvre, Michel Gauvin - Cadavres
  - Mario Auclair, Pierre-Jules Audet, Luc Boudrias, Louis Gignac - Grande Ourse : La Clé des possibles
  - Marcel Chouinard, Richard Lavoie, Dean Giammarco, Bill Sheppard - The Timekeeper
  - Dominik Pagacz, Gavin Fernandes - Un ange à la mer

### Meilleure musique
- André Fortin, Les Colocs, Éloi Painchaud - Dédé à travers les brumes
  - Benoît Charest - Polytechnique
  - Bertrand Chénier - Love and Savagery
  - Normand Corbeil - Grande Ourse : La Clé des possibles
  - Anna McGarrigle, Kate McGarrigle- Le Jour avant le lendemain

### Meilleur film documentaire
- Last Train Home (Le Dernier Train) - Lixi Fan
  - Antoine - Laura Bari
  - Hommes à louer  - Rodrigue Jean
  - Silence, on vaccine  - Lina B. More
  - Une tente sur Mars  - Martin Bureau et Luc Renaud

### Meilleur court ou moyen métrage de fiction
- Danse macabre  - Pedro Pires
  - La Chute  - Ivan Grbovic
  - Mon cher Robert  - Claude Brie
  - La neige cache l'ombre des figuiers  - Samer Najari
  - L'Ordre des choses  - Anne Émond

### Meilleur court ou moyen métrage d'animation
- Robe de guerre  - Michèle Cournoyer 
  - M  - Félix Dufour-Laperrière
  - Oko  - Alain Fournier
  - Playtime  - Steven Woloshen
  - Le Tiroir et le Corbeau  - Frédérick Tremblay

## Prix spéciaux

### Jutra-Hommage
- René Malo

### Film s'étant le plus illustré à l'extérieur du Québec
- J'ai tué ma mère
  - C'est pas moi, je le jure!
  - Maman est chez le coiffeur
  - Ce qu'il faut pour vivre
  - Un été sans point ni coup sûr

### Billet d'or
Daniel Louis, Denise Robert, Patrick Roy - De père en flic.

## Statistiques

### Nominations multiples
10 : Dédé, à travers les brumes
9 : Grande Ourse : la clé des possibles
7 : Polytechnique
6 : J'ai tué ma mère, Je me souviens
5 : 1981, The Timekeeper
4 : Cadavres, Le Jour avant le lendemain
3 : 5150, rue des Ormes, La Donation, Les Doigts croches
2 : De père en flic, Love and Savagery, Un ange à la mer

### Récompenses multiples
5 : Polytechnique
4 : Dédé, à travers les brumes, J'ai tué ma mère
2 : 1981